# Edificio Artklass
El Edificio Artklass es un edificio residencial de formas clasicistas diseñado por los arquitectos Robert Krier, Marc y Nada Breitman y el estudio bilbaíno de IA+B Arkitektura y ubicado en Abandoibarra, en la plaza Euskadi de la villa de Bilbao.

## Características
El inmueble consta de 45 000 m², 190 viviendas y ocho alturas, ocupando una manzana con seis orientaciones diferentes, fundamentalmente a la plaza Euskadi, al parque Casilda Iturrizar y a la calle Lehendakari Leizaola en su conexión con el puente de Deusto y el Centro Comercial Zubiarte.
Se caracteriza por su gran cantidad de miradores, ventanales, arcos ojivales, cúpulas, arquitrabe, impostas y esculturas, destacando precisamente las numerosas fachadas que envuelven el conjunto arquitectónico. Robert Krier ha aportado un total de 41 esculturas propias que pueblan el edificio.
El inmueble está coronado por dos cúpulas, de color verde y dorado a izquierda y derecha respectivamente de la fachada principal a la plaza Euskadi. En la cúpula de color dorado se puede leer el lema en euskera Ezina ekinez egina (traducible como, 'lo imposible, poniéndose a ello, está hecho').

## Medios de transporte
- Estación de Moyua del metro de Bilbao.
- Estación de Abandoibarra del tranvía de Bilbao.

## Galería de imágenes

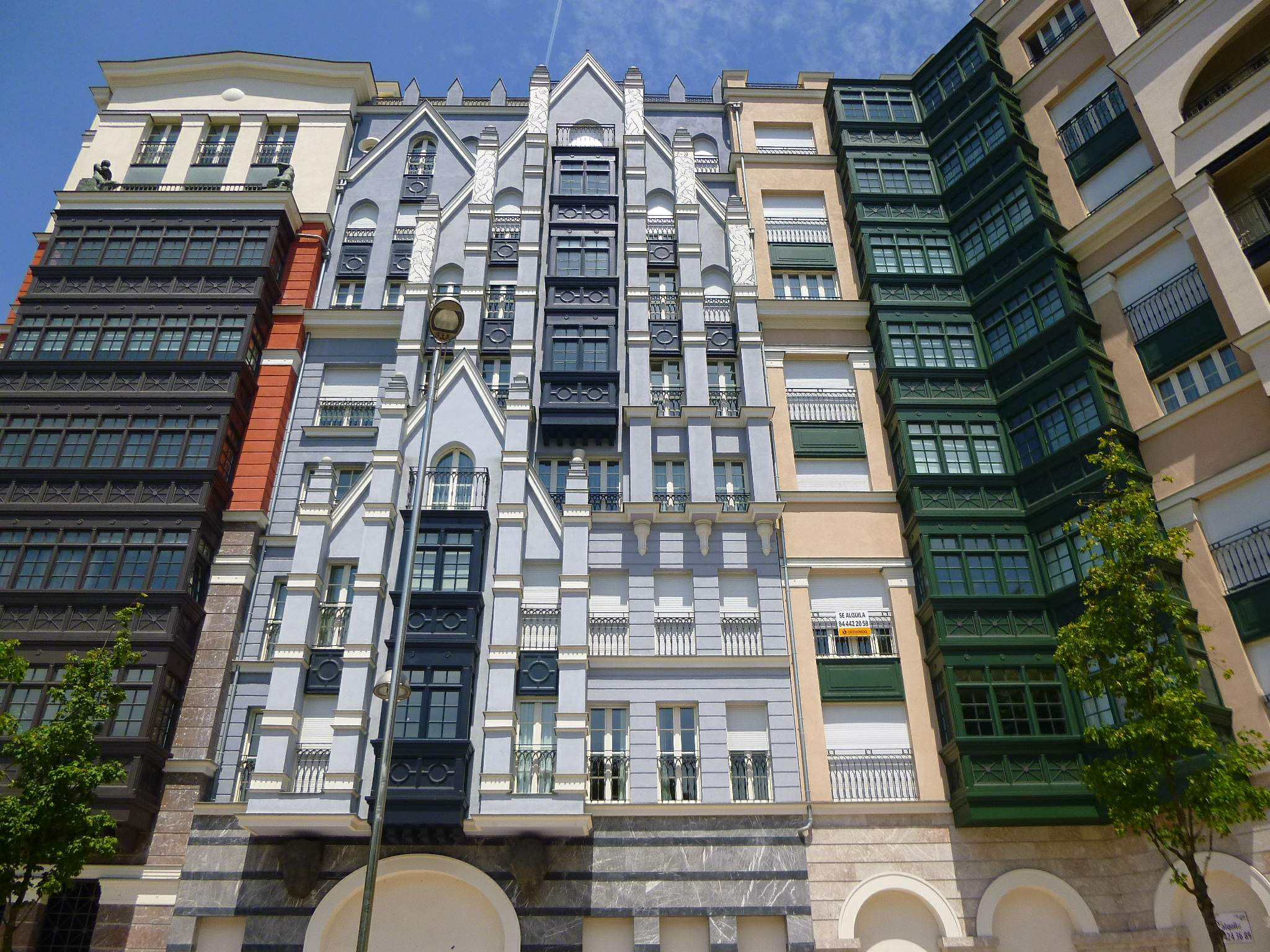
Fachada al parque Casilda Iturrizar
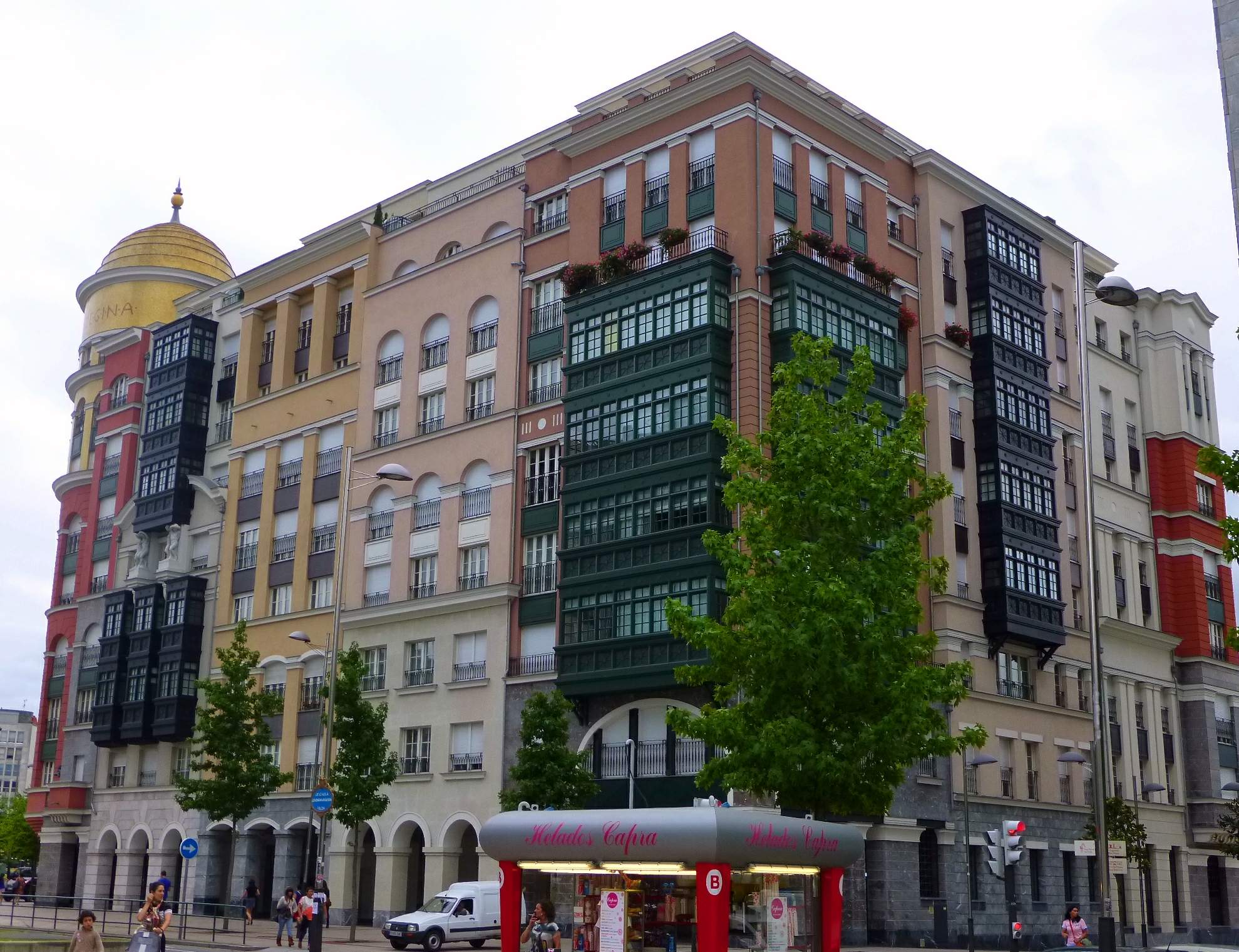
Fachadas desde la calle Lehendakari Leizaola
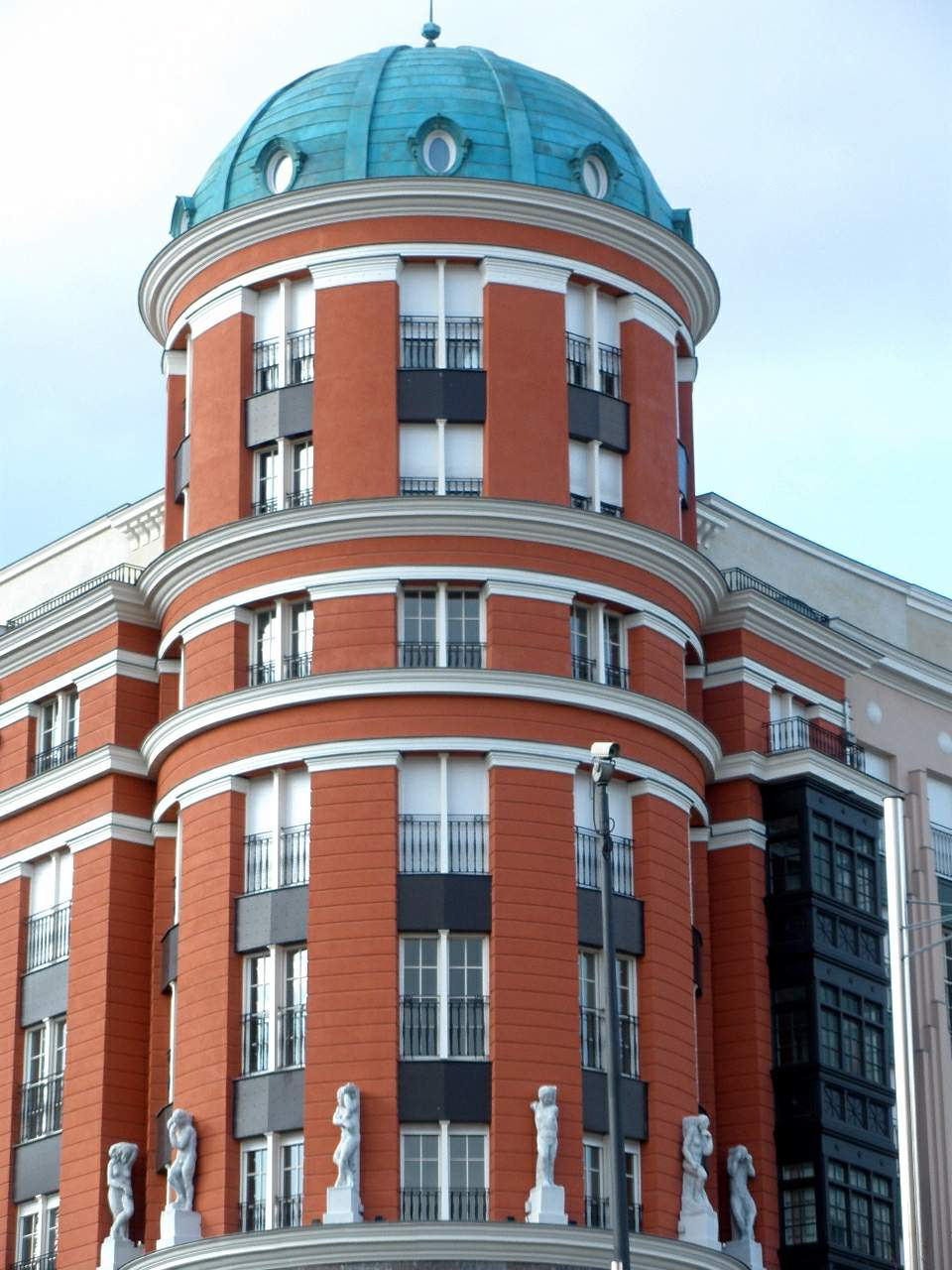
Cúpula verde izquierda
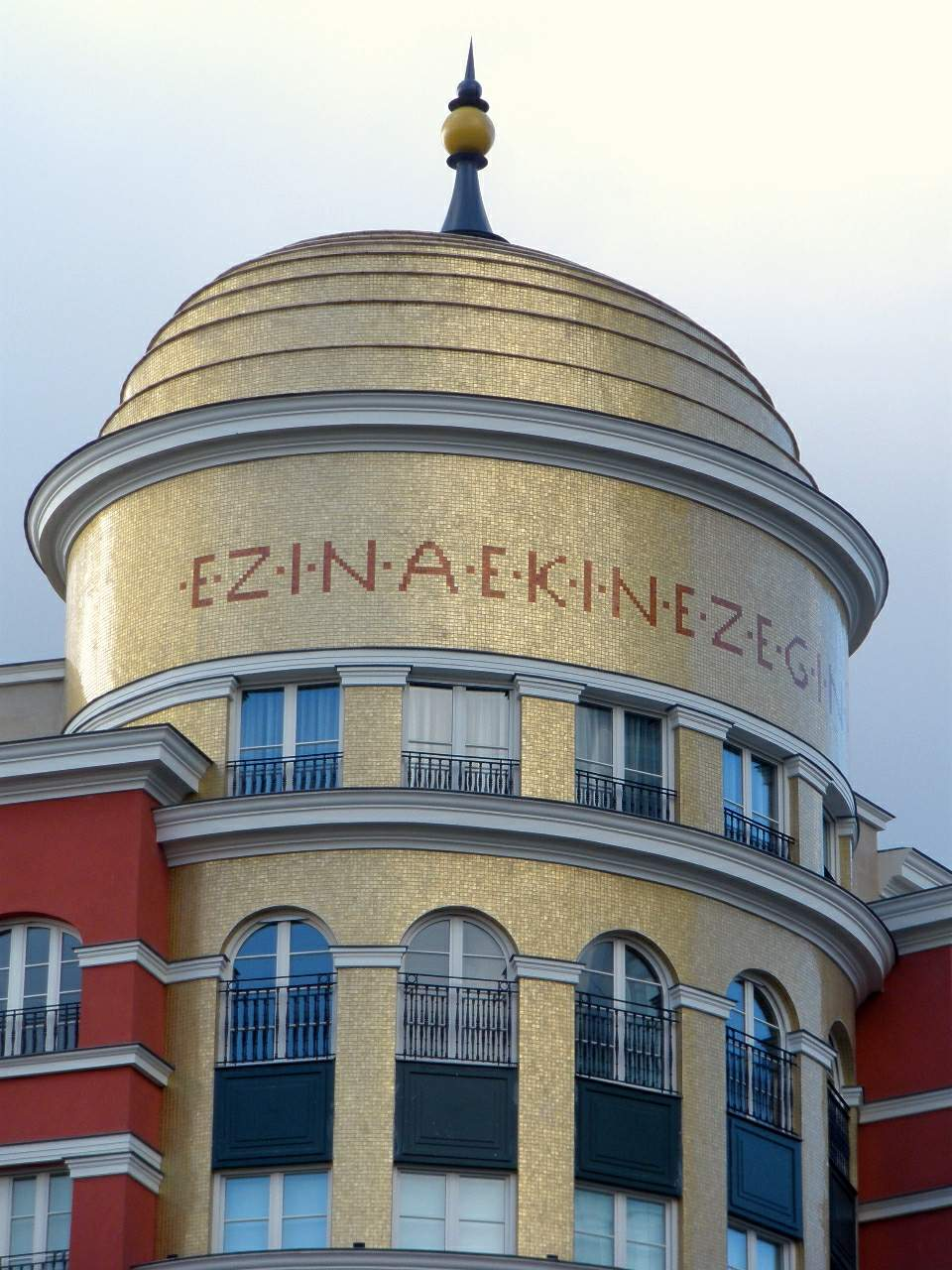
Cúpula dorada derecha con el lema Ezina ekinez egina
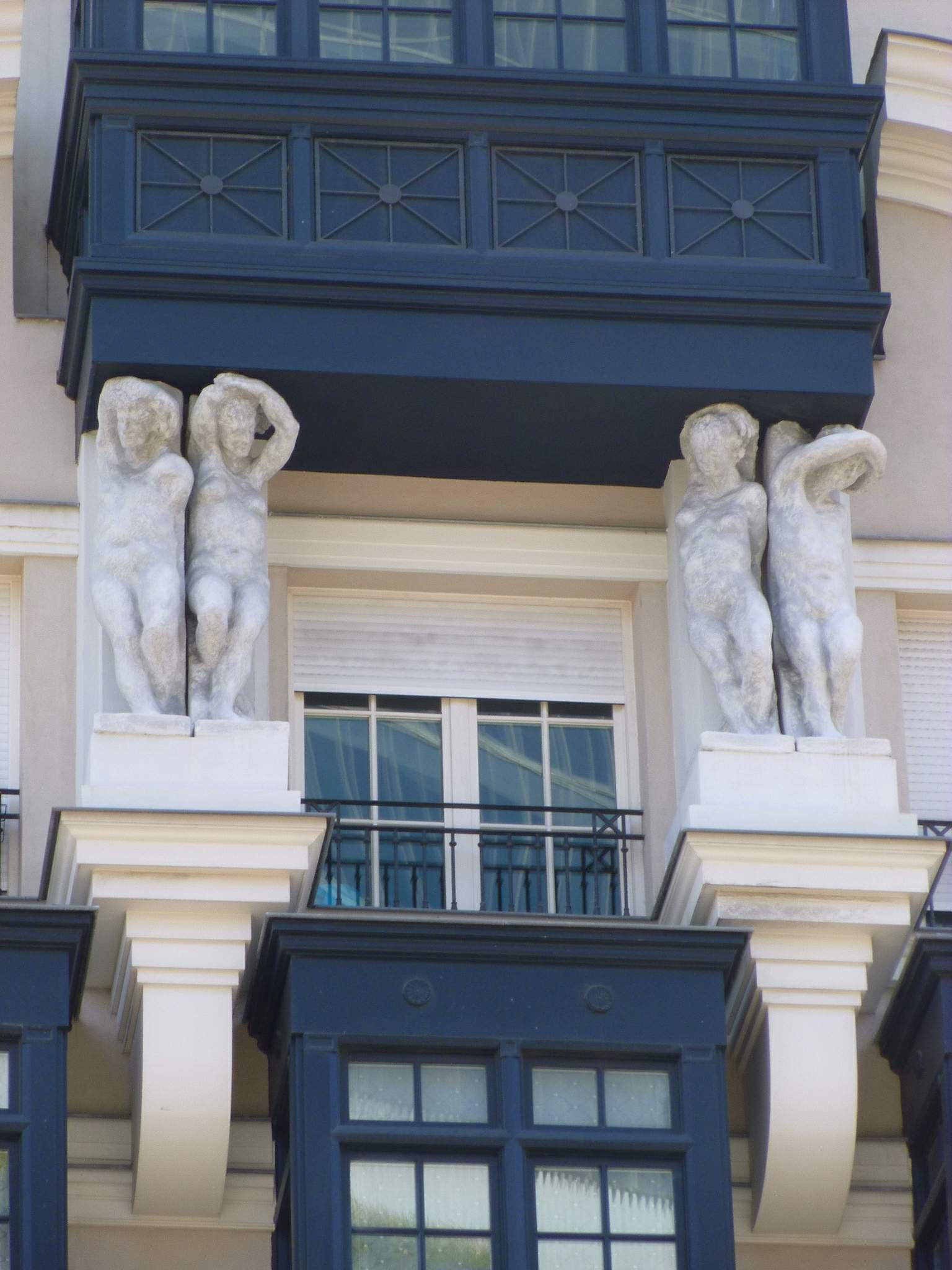
Esculturas
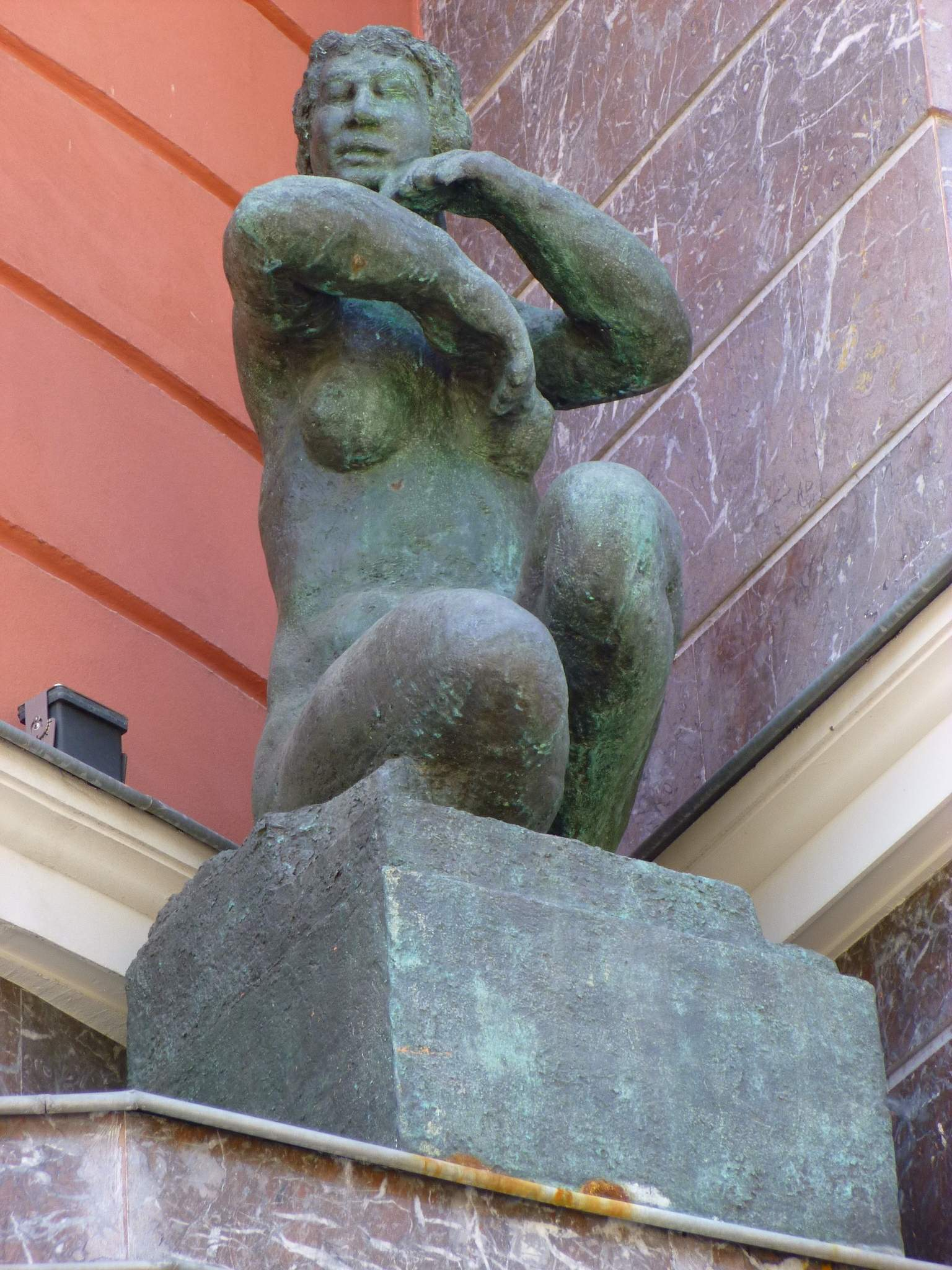
Escultura
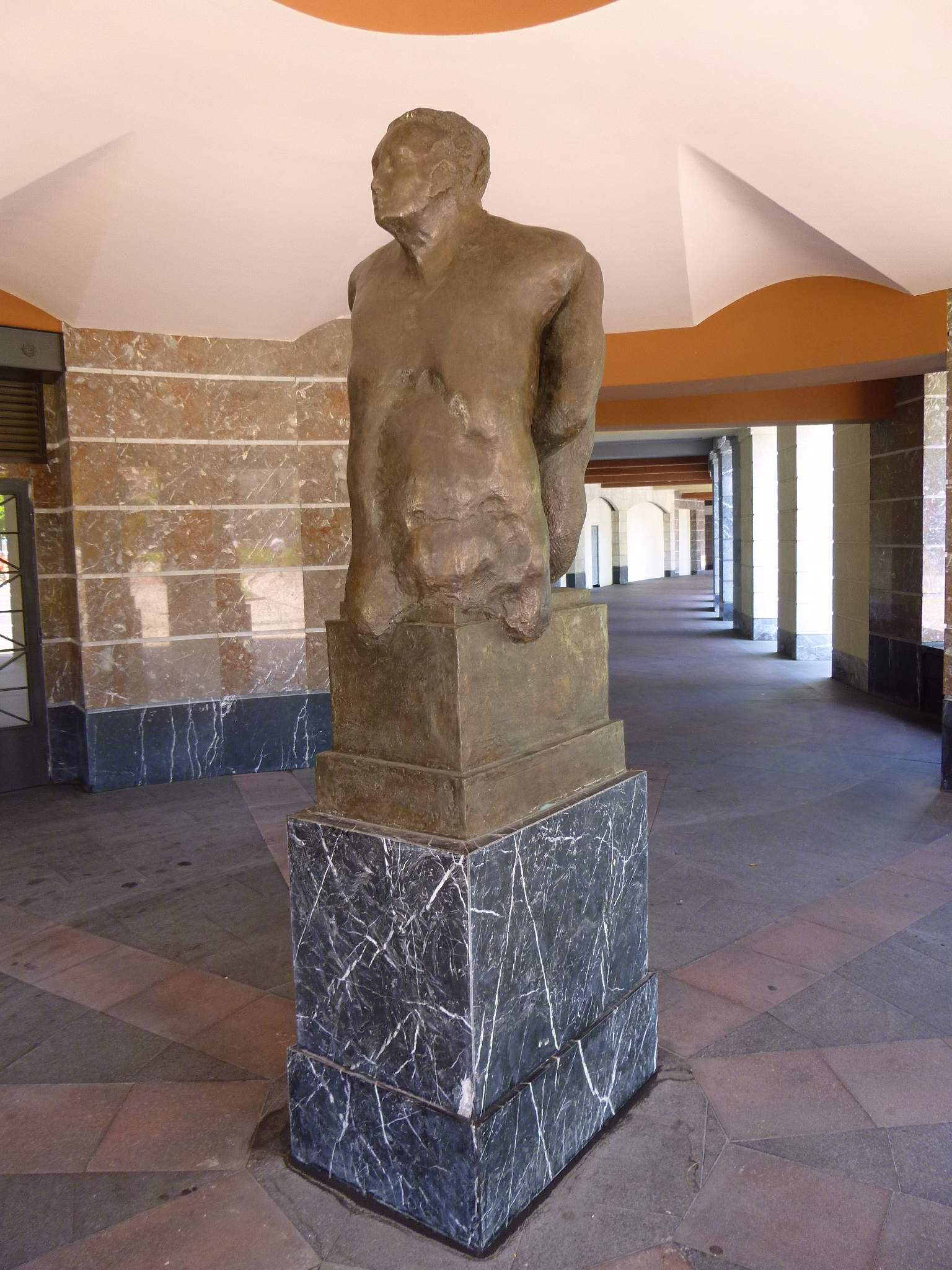
Escultura